# 内阿原村
内阿原村（うちあわらむら）は、かつて岐阜県安八郡にあった村である。
現在の大垣市内原（うちわら）などに該当する。

## 歴史
- 1889年（明治22年）7月1日 - 町村制により内阿原村発足。
- 1897年（明治30年）4月1日 - 釜笛村、島里村、外渕村、川口村と合併し、洲本村発足。同日内阿原村は廃止。
- 1972年（昭和47年） - 内原に改称する。